# 264. пешадијска дивизија (Немачка)
264. пешадијска дивизија Вермахта током октобра укључена је у састав 15. брдског корпуса Друге оклопне армије. Од новембра 1943. уз 1. пук Бранденбург, 92. моторизовани пук, обалске и морнаричке јединице, била је борбено задужена за област Далмације северно од ушћа Цетине. Учествовала је у бројним операцијама против 19. и 20. далматинске дивизије Осмог корпуса НОВЈ.
Након продора Црвене армије у Панонску низију, штаб Друге оклопне армије предвидео је у октобру 1944. извлачење ове дивизије из борбе у Далмацији и њено пребацивање у Срем. Офанзива Осмог корпуса спречила је остварење овог плана. 264. пешадијска дивизија готово у целости је уништена у Книнској операцији. У децембру 1944. њен штаб је расформиран и избрисана је из регистра Вермахта.